# Hannah Webster Foster
Hannah Webster, coniugata Foster (Salisbury, 10 settembre 1758/1759 – Montréal, 17 aprile 1840) è stata una scrittrice statunitense.

## Biografia
Nata nel Massachusetts figlia di un ricco mercante, Hannah Webster cominciò a scrivere articoli politici per diversi giornali di Boston durante gli anni 1770. Nel 1785 sposò il reverendo John Foster, con cui si trasferì a Brighton ed ebbe sei figli, incluse le scrittrici Harriet Vaughan Cheney ed Eliza Lanesford Cushing.
Nel 1797 pubblicò anonimamente il romanzo epistolare The Coquette, liberamente ispirato alla storia di Elizabeth Whitman, una donna che era stata sedotta e messa incinta nel New England, morendo poi di parto in una locanda a Danvers. La storia aveva causato grande scalpore all'epoca, diventando oggetto di molti pamphlet o trattati moralistici sulla vita sessuale femminile. Per quanto anche The Coquette metta in guardia le donne da atteggiamenti troppo disinibiti, il ritratto di Elizabeth Whitman (ribattezzata "Eliza" nel romanzo) tratteggiato dall'autrice è sia compassionevole che complesso. L'opera ottenne un buon successo commerciale durante gli anni 1790, ma il nome dell'autrice non comparve su nessuna edizione del romanzo fino al 1866.
Nel 1798 pubblicò il suo secondo romanzo, The Boarding School. L'opera, forse ispirata all'esperienza della stessa Webster, si svolge in un collegio femminile e raccoglie in pensieri sull'istruzione sia della preside che, sotto forma di lettere, delle stesse giovani allieve. Nel romanzo, che ottenne un successo minore del precedente, l'autrice perora la causa dell'istruzione femminile.
Rimasta vedova nel 1829, si trasferì dalle figlie a Montréal, dove morì nel 1840 all'età di 81 anni.

## Opere
- The Coquette; or, The History of Eliza Wharton (1797)
- The Boarding School; or, Lessons of a Preceptress to Her Pupils (1798)